# 三河大野駅
三河大野駅（みかわおおのえき）は、愛知県新城市富栄字外具津にある、東海旅客鉄道（JR東海）飯田線の駅である。

## 概要
豊橋駅（愛知県）と辰野駅（長野県）を結ぶJR飯田線の途中駅（中間駅）の一つである。所在地は新城市北東の長篠地区だが、駅名にある「大野」は駅東側を流れる宇連川の対岸にある地名である。
当駅は1923年（大正12年）、鳳来寺鉄道により開設され、1943年（昭和18年）の国有化を経て、1987年（昭和62年）の国鉄分割民営化でJR東海に移管されて現在に至っている。国鉄時代は国鉄バスとの接続駅であったが、これは民営化前に廃止された。

## 歴史

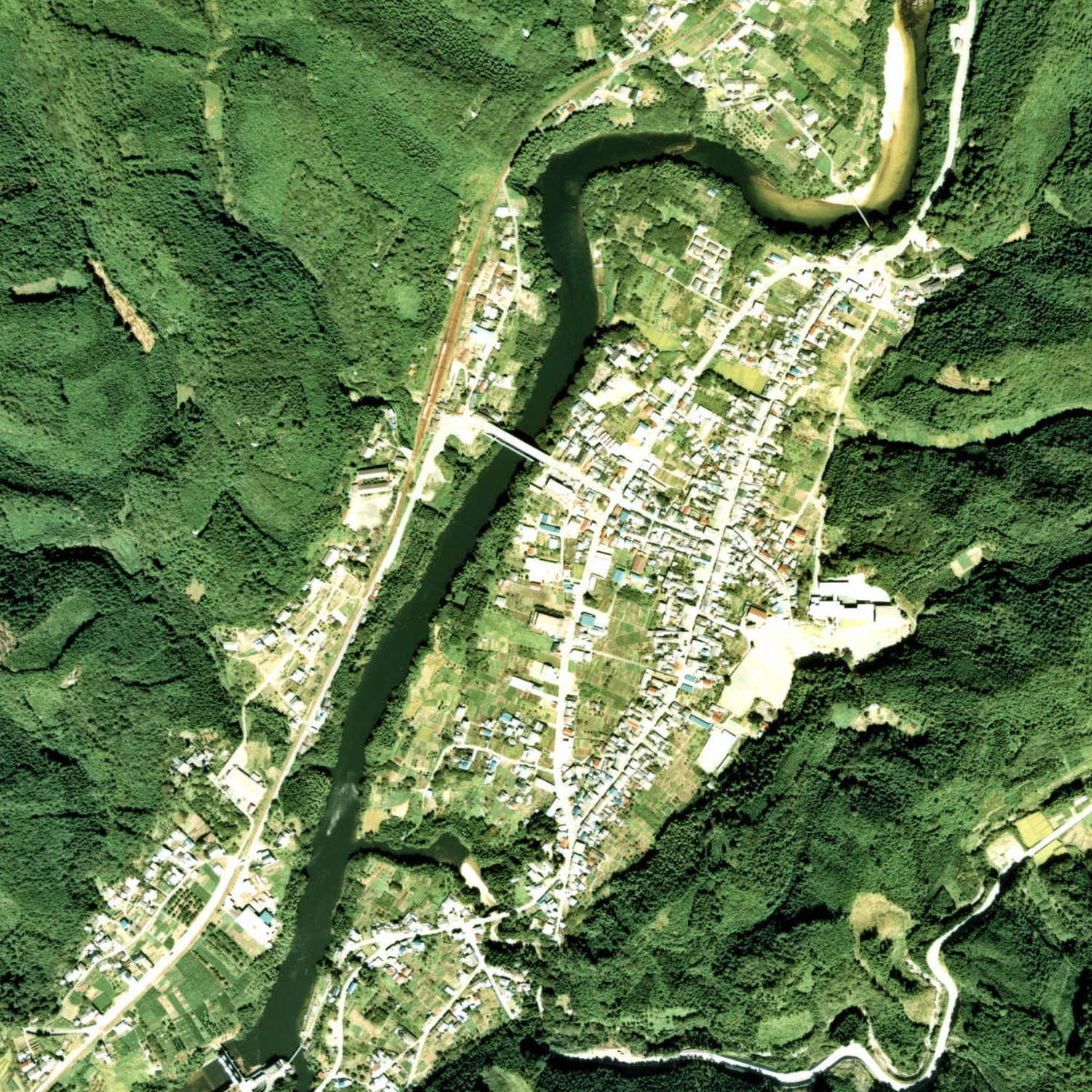
1977年の三河大野駅とその周囲。駅は写真中央のやや左上。川を渡った対岸が大野の町。

駅名となっている大野地域は、江戸期には鳳来寺と秋葉山（静岡県）を通る参詣路（秋葉街道）の宿場町として栄えた場所である。明治に入っても、豊橋から豊川左岸を経由して本郷（現・東栄町本郷）方面へ至る別所街道が改修され、それに伴い工業が発達し町が発展する等、宇連川流域の中心地であり、静岡県側からも買物客が来る程の賑やかな街であった。1892年（明治25年）には八名郡で初めて町制をしき、大野町となった。
この地方初めての鉄道は、現在の飯田線南部に当たる豊川鉄道である。豊橋駅を起点に、1900年（明治33年）に大海駅まで開通した。この時はまだ大野まで鉄道は延びなかったが、乗合馬車や人力車が大海駅と大野の間で営業を始めた。1919年（大正8年）7月には東三自動車運輸株式会社が設立され、同社によって8月から、大海から大野・川合（現・新城市川合）を経て本郷へと至る路線バスの運転が開始された。これらが三河大野駅開設前の交通事情である。
三河大野駅を開設した鳳来寺鉄道は豊川鉄道の姉妹会社であり、1923年2月1日、大海駅を起点に三河川合駅へと至る、現在のJR飯田線中南部に当たる路線を開通させた。当駅はこの区間開通に伴い開設した。同線は全線にわたって宇連川右岸に敷設されており、三河大野駅もまた宇連川右岸の南設楽郡長篠村（当時）に置かれた。対岸の大野町へは1910年（明治43年）に竣工した橋爪橋（初代大野橋）という吊橋が駅開設時から存在していたが、駅の開設により車の通行できる橋が必要となったため幅員を拡大した新たな吊橋（2代目大野橋）が1924年（大正13年）12月に完成した。
鉄道開通は、町の人口減少を招いた。鉄道が開通すると大野の町は中心地としての役割が薄れて人々が都会へと出て行くことが多くなり、加えて大正に入って町にあった製糸工場が閉鎖されたこともあって、人口が減少したのである。人口の減少は周囲の町村でも見られたが、大野町の減少率はそれらよりも高かった。
1943年（昭和18年）8月1日、鳳来寺鉄道は豊川鉄道等と共に買収・国有化されて国鉄飯田線が成立、それに伴い当駅も国鉄の駅となった。
1955年（昭和30年）12月15日、国鉄バス遠三線が開通した。遠三線は、静岡県にある国鉄二俣線（現・天竜浜名湖鉄道天竜浜名湖線）の宮口駅との間を結んだ路線バスである。ただし開通当初は大野町止まりで、大野橋改築後に当駅に乗入れた。このバス路線は、1922年（大正11年）公布の改正鉄道敷設法別表に盛込まれたが実現しなかった「遠美鉄道」と呼ばれる鉄道路線ルートを先取りしていた。
1971年（昭和46年）12月1日に貨物取扱を廃止した。当駅の貨物取扱は開設時から行われており、クレーンを備える木材の積出し駅として機能していた時期もあった。以降旅客専用駅のまま推移する。
1987年（昭和62年）4月1日、国鉄分割民営化に伴い飯田線と共に駅はJR東海に継承された。一方国鉄バス遠三線は民営化を前に廃止され、鳳来町営バス（現・新城市営バス）に移管されている。

### 年表
- 1923年（大正12年）2月1日：鳳来寺鉄道の駅として開設[6]。
- 1943年（昭和18年）8月1日：国有化、国鉄飯田線の駅となる[6]。
- 1971年（昭和46年）12月1日：貨物及び荷物扱いを廃止[6]。
- 1987年（昭和62年）4月1日：国鉄分割民営化に伴い、JR東海に移管[6]。
- 1991年（平成3年）2月1日：無人駅化[13]。
- 1996年（平成8年）2月26日：駅舎改築[14]。

## 駅構造
島式ホーム1面2線を有する地上駅である。ホーム番線は南側が1番線、北側が2番線である。
駅舎は上りホーム（1番線）側に存在する。1996年に完成したこの駅舎は、山小屋風のデザインである。旧駅舎は木造駅舎で、鳳来寺鉄道時代には当時静岡県側（遠州地方）からの利用が多かったことから直営の宿泊施設が併設されていた。
かつては駅員配置があったが、1991年以降無人駅（駅員無配置駅）であり、管理駅（駅長配置駅）である豊川駅の管理下に置かれている。

### のりば
| 番線 | 路線      | 方向 | 行先               |
| ---- | --------- | ---- | ------------------ |
| 1    | CD 飯田線 | 上り | 豊橋方面           |
| 2    | CD 飯田線 | 下り | 中部天竜・飯田方面 |

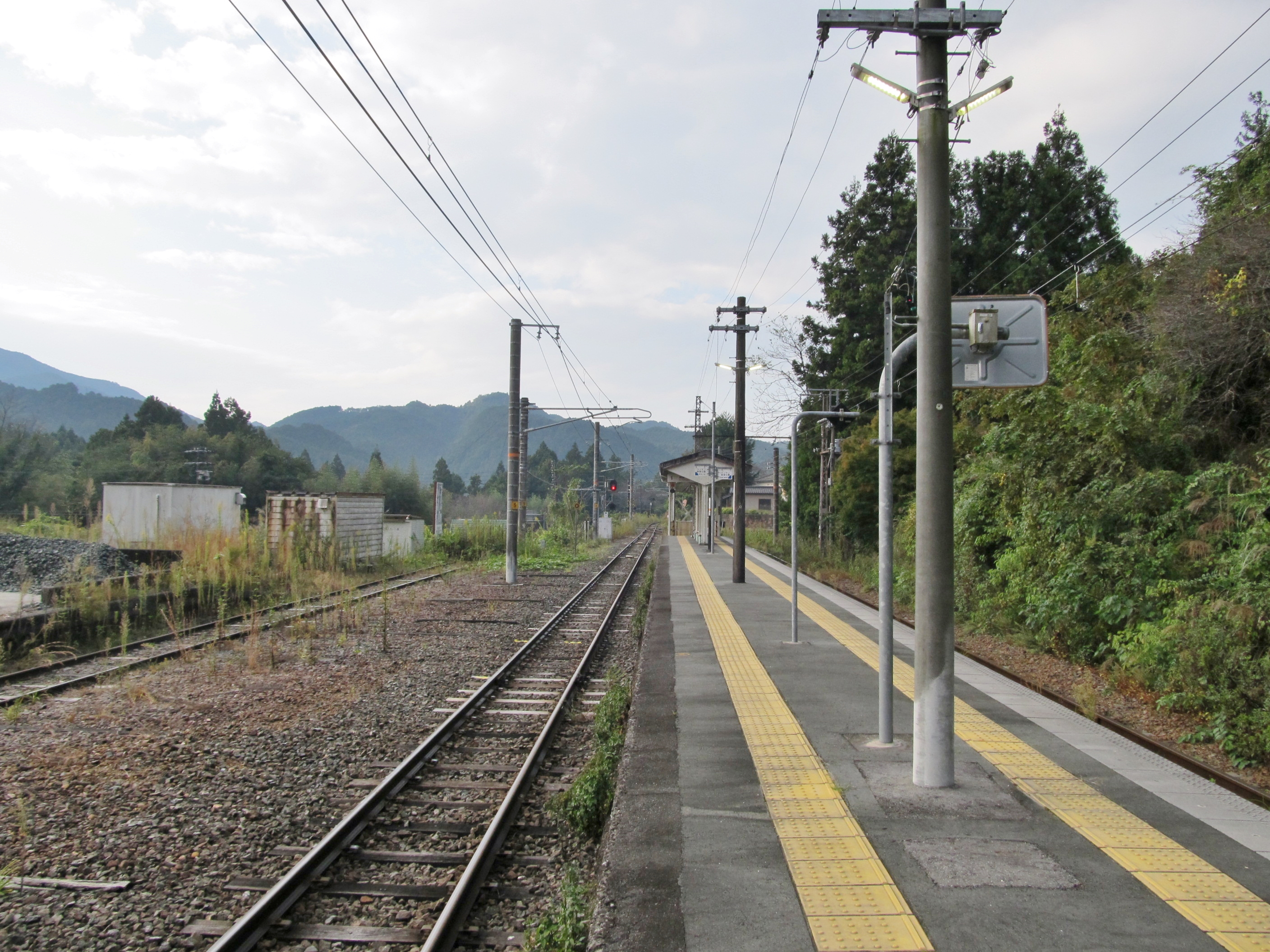
ホーム（2022年10月）

## 利用状況
2002年（平成14年）の乗車人員は、年間8万4328人（1日平均231人）で、そのうち84%に当たる7万1178人が定期券利用である。
その他の年の乗車人員は以下の通り。
- 1998年 - 年間10万4796人・1日平均287人
- 2000年 - 年間8万8763人・1日平均243人

## 停車列車
2011年3月改正時点で、下り（中部天竜方面行）は1日12本（ほぼ1 - 3時間毎に1本）、上り（豊橋方面行）は13本（1 - 2時間に1本、最大1時間に2本）の列車が設定されている。種別は普通列車が主だが、上り1本のみ快速列車がある。特急「伊那路」は停車しない。

## 駅周辺

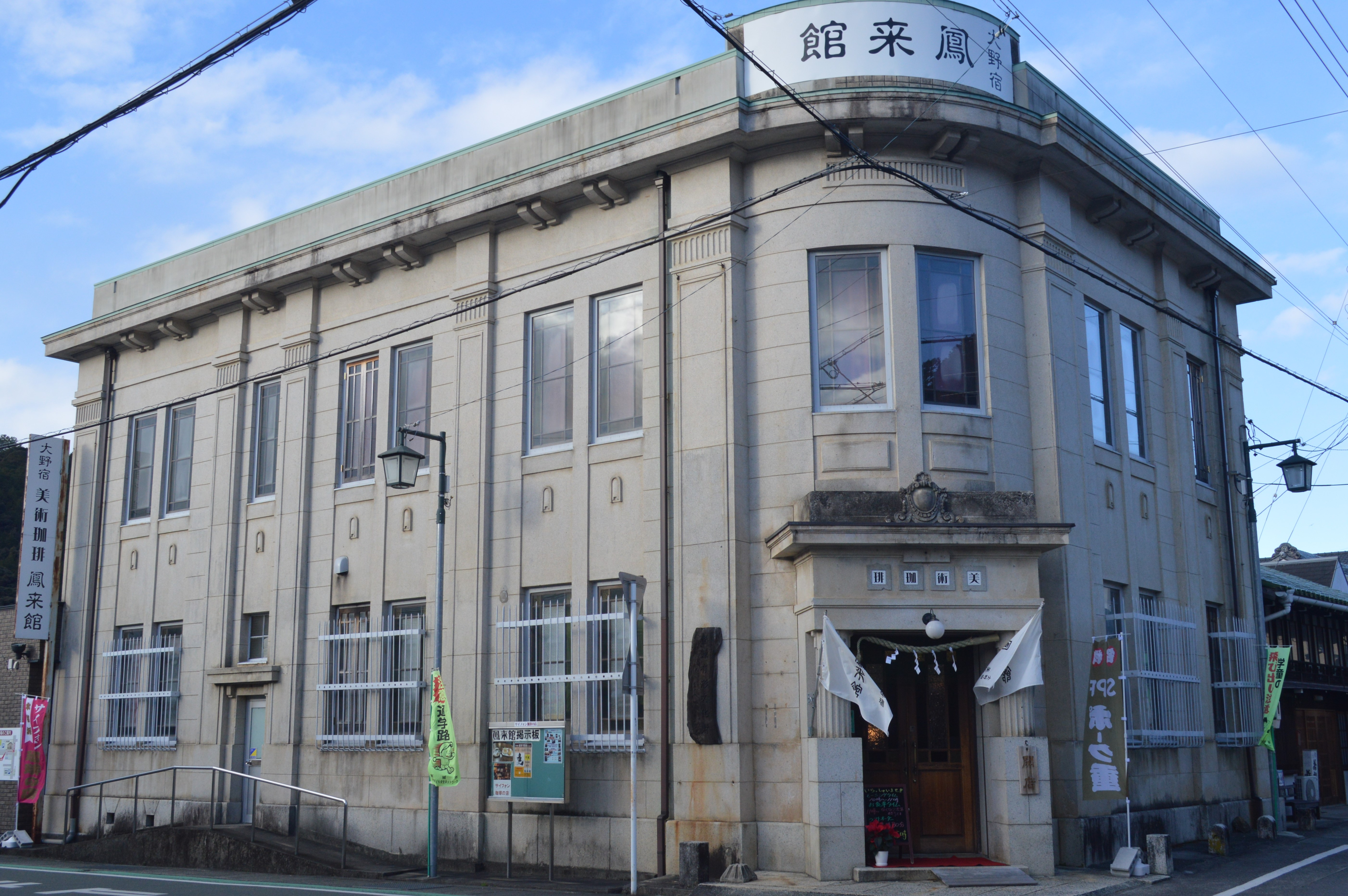
大野宿鳳来館

当駅の所在地は新城市富栄であり、富栄では唯一の鉄道駅である。この富栄は鳳来寺山南麓、宇連川右岸に位置する農山村である。駅の場所は江戸期の旧・大峠村の地区である。同じ宇連川右岸を南西へ行くと旧・寺林村の地区へ出、反対に北東へ向かうと旧・引地村の地区へと出る。引地は大野から出る鳳来寺への参詣道が通っていた場所で、現在その道は東海自然歩道となっている。
新城市大野へは、駅前にある大野橋で宇連川を渡った先にある。大野には、三河大野郵便局や新城市立東陽小学校等の施設がある。駅前通り沿いにある「大野宿鳳来館」（旧・大野銀行本館）は登録有形文化財（建造物）。
駅前には「三河大野駅前」バス停があり、新城市Sバス秋葉七滝線、湯谷温泉もっくる新城線が発着する。

## 隣の駅
東海旅客鉄道（JR東海）
CD 飯田線
■快速（上りのみ運転）・■普通
本長篠駅 - 三河大野駅 - 湯谷温泉駅